# IT-Högskolan
IT-Högskolan (ITHS) är en svensk yrkeshögskola. 
Skolan finns idag på två platser i landet, en skola i Krokslätts fabriker i Göteborg samt en på Liljeholmen i Stockholm.
Skolan grundades 2012 av Marcus Andersson (VD och Grundare) och har idag 13 anställda.

## Utbildningar

### Göteborg
Skolan bedriver följande utbildningarna i Göteborg:
- IT-säkerthetsspecialist
- .NET Cloud Developer
- Utvecklare inom AI och Maskininlärning
- UX-designer
- JavaScript-utvecklare
- IT-projektledare
- .NET-utvecklare
- Frontendutvecklare
- Java-utvecklare
- Mjukvarutestare

### Stockholm
Skolan bedriver följande utbildningarna i Stockholm:
- IT-säkerthetsspecialist
- Javascript-utvecklare
- IT-projektledare
- .NET-utvecklare
- Frontendutvecklare
- Javautvecklare
- Applikationsutvecklare till iPhone och Android

### Distans
Skolan bedriver följande utbildningarna på distans:
- .NET-utvecklare
- Webbutveckling med React
- Molnutveckling med AWS och integrationer
- Agil testautomatiserare
- Programmering grundkurs
- Social Media-koordinator
- Programmering fortsättningskurs